# セス・フリード
セス・フリード（Seth Fried 1983年〜）は、アメリカの作家。

## 経歴
(https://www.shinchosha.co.jp/writer/4857/)
1983年アメリカ・オハイオ州生まれ。
ボーリング・グリーン州立大学でラテン語と創作を学ぶ。
「マクスウィーニーズ」「ティン・ハウス」「ワン・ストーリー」「ヴァイス」等の雑誌に短篇を寄稿、2011年刊行の本書は初の短篇集となる。
「包囲戦」で2007年にウィリアム・ペデン賞受賞、「フロスト・マウンテン・ピクニックの虐殺」および「微小生物集」で2011年と2013年にプッシュカート賞を受賞。『マクスウィーニーズ短篇傑作選』『プッシュカート賞短篇集』に作品が収録されている。ブルックリン在住。

## 邦訳作品
- 『大いなる不満』藤井光 訳、新潮社、新潮クレスト・ブックス、2014年5月

## 作品
- The Great Frustration（2011）
- THE MUNICIPALISTS（2019）